# Turn Up a Notch
«Turn Up a Notch» — сингл американського репера Lil Durk, виданий Alamo Records 25 вересня 2024 р. для просування його дев'ятого студійного альбому Deep Thoughts.

## Передісторія
Уперше презентовано на офіційному YouTube-каналі виконавця, уривок пісні виклали разом із шортсом 25 квітня 2024 року. За кілька місяців, 18 вересня, на YouTube з'явився ще один шортс, цього разу з Дерком під час знімання відеокліпу на «Turn Up a Notch». Зрештою репер оголосив дату релізу пісні у дописі на Instagram, спочатку призначивши її на 27 вересня 2024 року, згодом перенісши її на 25 вересня.

## Опис
«Turn Up a Notch» характеризується гіпнотичним гітарним бітом. Інструментал містить ковзучі гайгети разом із сумною, повторюваною гітарною мелодією, створюючи енергійне й водночас меланхолійне тло для рефлексивної лірики Дерка. У треці він розповідає про боротьбу й тріумфи свого життя, протиставляючи похмуру дійсність із митями свого успіху. Приспів є особливим елементом, в якому показано зухвалу позицію Дерка. Текст зачіпає особисті труднощі, такі як сумніви інших щодо нього у 2012 році та його злет до слави попри негаразди. Такі рядки, як «Back in 2012, they counted me out/I had to turn up a notch» відображають наполегливість Дерка. Невимушений флоу та потужні куплети забезпечують спокійне, але емоційно заряджене враження від прослуховування.

## Відеокліп
Прем'єра сталася того ж дня, що й окремок, 25 вересня 2024 року. Режисер: Jerry Production. У кліпі виконавець насолоджується своїм успіхом, підкреслюючи тему пісні — сходження з труднощів до успіху. Візуальна частина підкреслює новий стиль життя Дерка, показуючи його разом із Sexyy Red та Hunxho, які з'являються в кадрі ненадовго.

## Чартові позиції
| Чарт (2024)                                    | Найвища позиція |
| ---------------------------------------------- | --------------- |
| США Bubbling Under Hot 100 Singles (Billboard) | 19              |
| США (Hot R&B/Hip-Hop Songs) (Billboard)        | 45              |